# Aga vom Hagen

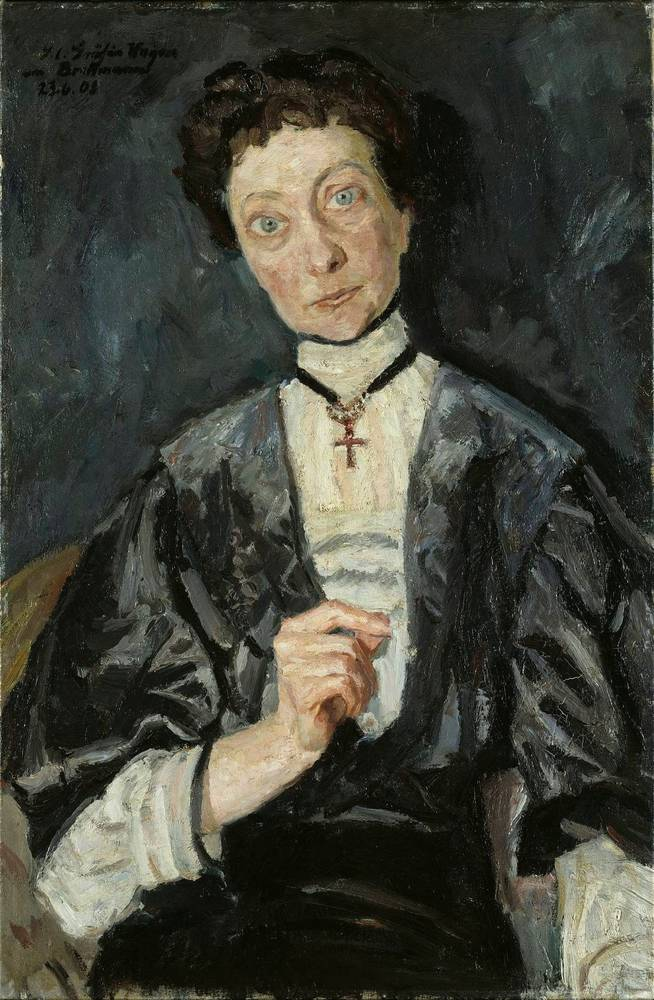
Bildnis Augusta Gräfin vom Hagen (Max Beckmann)

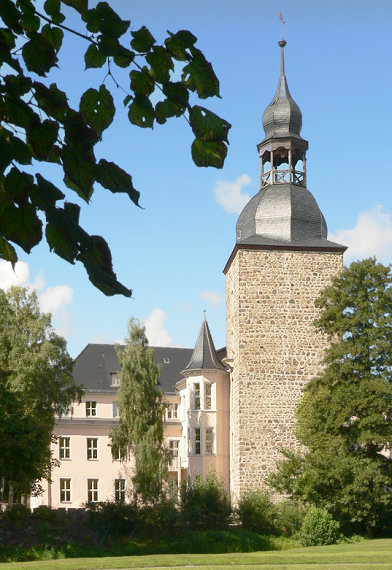
Schloss Möckern – Elternhaus der Aga Gräfin vom Hagen

Augusta („Aga“) Clara Elisabeth Gräfin vom Hagen (* 2. Januar 1872 in Möckern; † 8. April 1949 in Schlieben) war eine deutsche Malerin, Autorin und Kunstmäzenin.

## Leben
Sie stammt aus dem in den Grafenstand erhobenen eichsfeldischen Adelsgeschlecht vom Hagen, ist die Tochter von Hilmar Friedrich Anton Graf vom Hagen und dessen Ehefrau Martha geborene von der Schulenburg und wurde 1872 auf Schloss Möckern geboren. Dort wuchs sie gemeinsam mit sechs Geschwistern auf und erhielt Privatunterricht. Bei Reinhold Lepsius und Lovis Corinth sowie anderen namhaften Künstlern ihrer Zeit studierte Gräfin Aga vom Hagen Malerei. Sie lebte ab 1904 in Paris, um an der dortigen Kunstakademie ihre künstlerischen Fähigkeiten als Malerin zu vervollkommnen. Zu ihren dortigen Lehrern zählte Claudio Castelucho. Dauerhaft befreundete sie sich mit Max Beckmann, Alfred Kerr und Carl Sternheim.
Nach Deutschland zurückgekehrt, ließ sich vom Hagen in Berlin nieder, unterhielt dort ein Haus und förderte zeitgenössische Künstler. Max Beckmann porträtierte sie im Jahre 1908 und hielt sie ein Jahr später auf seinem Werk Die Auferstehung bildlich fest.
Zu Beginn des Ersten Weltkriegs 1914 meldete sich Aga vom Hagen freiwillig zum Sanitätsdienst. Sie war in Lazaretten an der Westfront eingesetzt. Dort traf sie zwei Jahre später in Brüssel auf den seit 1913 mit Maria Ramm verheirateten Schriftsteller Carl Einstein, der Vater einer kleinen Tochter war. Zu ihm entwickelte sich eine Liebesbeziehung. Der Dramatiker Carl Sternheim verewigte dieses Konkubinat in seiner 1918 in Leipzig erschienenen Erzählung Ulrike.
Nach Kriegsende wurde Aga vom Hagen Mitglied der KPD und erhielt daher auch den Spitznamen Die rote Gräfin. In dieser Zeit lebte Aga vom Hagen mit Carl Einstein, dessen Ehe erst 1923 geschieden wurde,  in der Matthäikirchstraße 14 in Berlin-Tiergarten zusammen. Nachdem Einstein Ende 1922 die Frankfurter Bankierstochter Tony Simon-Wolfskehl kennengelernt hatte und diese heiraten wollte, hielt sich Aga vom Hagen immer häufiger auf dem Schloss Möckern bei der Familie ihres Bruders Rüdiger Graf vom Hagen auf. Sie engagierte sich sozial, schrieb Gedichte sowie ein Theaterstück und widmete sich der Malerei.
Später, weit vor 1942, zog sie dauerhaft nach Möckern um. Sie erlebte dort im Mai 1945 die Besetzung und im September 1945 die Enteignung des elterlichen Gutes durch die Bodenreform.
1946 wurde Aga vom Hagen verhaftet und in das sowjetische Speziallager Schlieben gebracht. Sie hatte Heimkehrverbot und starb 1949 in diesem Lager.

## Werke
- Die Hunderassen. Ein Handbuch für Hundeliebhaber und Züchter, Potsdam, Athenaion, 1. Aufl., 1935; 8., neubearbeitete und erweiterte Aufl. 1943.

## Rezeption
Angelika Gräfin vom Hagen und Stefanie Fabian stellten 2019 fest: 

„Eine intensive wiss. Erforschung des Lebens und Wirkens A. vom Hagen steht noch aus [...]“

## Ehrungen
Im Februar 2013 wurden in Möckern nach 75 Jahren Teile des von Aga Gräfin vom Hagen verfassten Schauspiels Gefecht bei Möckern aus dem Jahre 1938 öffentlich wiederaufgeführt.